# James Carr (musicista)
James Carr (Coahoma, 13 giugno 1942 – Memphis, 7 gennaio 2001) è stato un cantante statunitense.

## Biografia
Figlio di un predicatore battista, Carr cominciò da bambino a cantare in chiesa in gruppi gospel. Incise i primi due album per la Goldwax, una piccola etichetta indipendente di Memphis.
Scalò per la prima volta le classifiche rhythm and blues statunitensi con You've Got My Mind Messed Up, alla quale fece seguito The Dark End of the Street, scritta Dan Penn e Chips Moman, che rimane il suo brano più famoso.
Carr continuò a incidere per la Goldwax fino al 1969, anno in cui la casa discografica fu costretta a chiudere per fallimento, ma non ottenne lo stesso successo con i suoi lavori successivi.  Una delle sue rare apparizioni in Europa avvenne nel 1992 al Porretta Soul Festival. La sua vita travagliata (soffriva di disturbo bipolare e una sera durante un tour in Giappone rischiò il coma per un'overdose di antidepressivi), spesso ai margini della società, si è conclusa nel 2001 all'età di 59 anni per un tumore polmonare.
Di gran lunga meno popolare per il grosso pubblico rispetto ad altri artisti della sua generazione, ha lasciato registrazioni che molti critici giudicano insuperate. Di recente l'etichetta Ace inglese ha ristampato tutti i suoi dischi.

## Discografia
Singoli
- You've Got My Mind Messed Up (1966)
- Love Attack (1966)
- Pouring Water on a Drowning Man (1966)
- The Dark End of the Street (1967) Grammy Hall of Fame Award 2016
- Let It Happen (1967)
- I'm a Fool for You (1967)
- A Man Needs a Woman (1968)
- Life Turned Her That Way (1968)
- Freedom Train (1969)
- To Love Somebody (1969)

Album
- You Got My Mind Messed Up (1966)
- A Man Needs a Woman (1968)
- Take Me To The Limit (1991)
- Soul Survivor (1994)